# باب هاوارت
باب هاوارت (به انگلیسی: Bob Howarth) بازیکن فوتبال زادهٔ ۲۰ ژوئن ۱۸۶۵ اهل کشور انگلستان که سابقهٔ بازی در تیم ملی فوتبال انگلستان را در کارنامهٔ خود دارد. وی در تاریخ ۵ فوریه ۱۸۸۷ نخستین بازی ملی خود را در مقابل تیم ملی فوتبال ایرلند انجام داد و با حضور در ۵ بازی ملی، در تاریخ ۳ مارس ۱۸۹۴ واپسین بازی ملی‌اش را در برابر تیم ملی فوتبال ایرلند برگزار کرد.